# دولاب سباحة
دولاب السباحة أو حلقة السباحة هي لعبة سباحة قابلة للنفخ [الإنجليزية] على شكل حلقة.
حلقات السباحة كانت تنتج من الأنبوب الداخلي [الإنجليزية]، وهو الجزء الداخلي القابل للنفخ من إطارات السيارات القديمة. استخدم الأنبوب الداخلي بعد نفخه، لعبة مائية، وجسمًا عائمًا للاسترخاء.